# Planarmotor

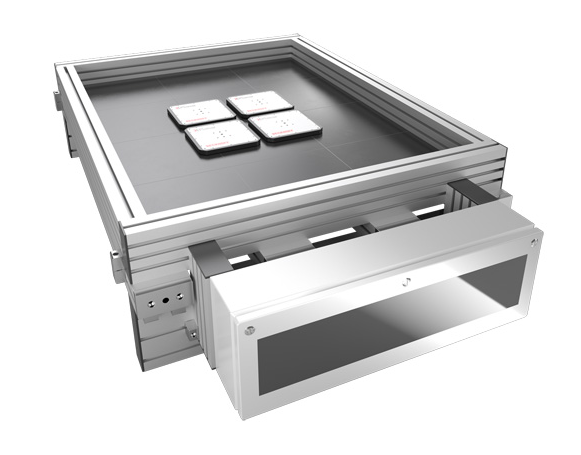
Planarmotorantriebssystem mit Grundelement und Schlitten

Ein Planarmotor (auch Flächenantrieb genannt) ist ein Mehrkoordinatenantrieb, der mehrere unabhängige Bewegungen in einer Ebene ausführen kann. Güter können auf beliebigen Wegen an beliebige Orte transportiert werden. Der Planarmotor ersetzt im industriellen Umfeld beispielsweise Kreuztische in Werkzeugmaschinen.

## Funktionsprinzip
Beim Planarmotor handelt es sich um ein fahrer-/führungsloses Antriebssystem. Der Planarmotor besteht aus einem flächigen Grundelement aus Kacheln und darauf angeordneten Schlitten („Mover“). Letztere sind mit meist quaderförmigen Magneten ausgestattet, deren Magnetisierung senkrecht auf der Ebene steht und die in X- und Y-Richtung mit abwechselnder Polarität angesteuert wird. Die Bewegung der Schlitten selbst erfolgt durch weitere Magnete, die parallel zur Ebene angeordnet sind und so die Schlitten in X- und Z-Richtung fahren lassen. Die Anzahl und Anordnung der Magnete senkrecht und parallel zur Grundfläche bestimmt die Freiheitsgrade und Positionierungsgenauigkeit.
Das Funktionsprinzip des Planarmotors geht auf Bruce Sawyer zurück, weshalb er auch als Sawyer Motor bezeichnet wird. Der US-amerikanische Ingenieur meldete im Jahre 1966 das Patent für ein „Magnetic Positioning Device“ (magnetisch positionierendes Gerät) an, das 1968 bestätigt wurde.

## Einsatzgebiet
Planarmotoren kommen vor allem beim Handling von Produkten in einzelnen Maschinen oder in Maschinenstraßen zum Einsatz. Sie kombinieren die Dynamik herkömmlicher (linearer) Transportsysteme mit der Magnetschewebetechnologie, die einen individuellen und entkoppelten Produkttransport ermöglicht. Dazu kommt die Nachverfolgbarkeit.
Da zwischen Grundfläche und Schlitten keinerlei mechanische Verbindung besteht, zeichnen sich Planarmotoren durch einen minimalen Wartungs- und Reinigungsaufwand aus. Die Abdeckung der Grundfläche kann beispielsweise aus Edelstahl, Glas oder Kunststoff gefertigt werden, um sie vor dem Austritt von Flüssigkeiten oder Reinigungsprozessen zu schützen.
Bekannte Hersteller von Planarmotoren und Planarmotorsystemen sind beispielsweise Planar Motor Inc., Beckhoff Automation, Bosch Rexroth, Schaeffler und Wittenstein.